# Đinh Xuân Thảo
Ðinh Xuân Thảo (sinh năm 1954) là một chính trị gia người Việt Nam. Ông nguyên là Viện trưởng Viện Nghiên cứu lập pháp thuộc Ủy ban thường vụ Quốc hội, Ủy viên Uỷ ban Pháp luật của Quốc hội, Ủy viên Hội đồng Lý luận Trung ương, Phó chủ tịch thường trực Hội đồng khoa học Ủy ban Thường vụ Quốc hội, đại biểu quốc hội Việt Nam khoá 12, 13 đoàn Hà Nội, thành viên Ban Biên tập Dự thảo sửa đổi Hiến pháp năm 1992.

## Xuất thân và giáo dục
Ðinh Xuân Thảo sinh ngày 15 tháng 3 năm 1954 tại xã Yên Hóa, huyện Minh Hóa, Quảng Bình.
Ông là người Kinh, không theo tôn giáo nào, quê quán tại xã Yên Hóa, huyện Minh Hóa, Quảng Bình.
Ông có bằng Tiến sĩ Luật học, Đại học An ninh nhân dân.

## Sự nghiệp
Ông gia nhập Đảng Cộng sản Việt Nam vào ngày 16 tháng 12 năm 1977, có bằng cao cấp lý luận chính trị.
Tháng 12 năm 2015, ông là Phó Viện trưởng Viện Nghiên cứu lập pháp.
Ông nguyên là Viện trưởng Viện Nghiên cứu lập pháp thuộc Ủy ban thường vụ Quốc hội, Ủy viên Ủy ban Pháp luật của Quốc hội, Ủy viên Hội đồng Lý luận Trung ương, Phó chủ tịch thường trực Hội đồng khoa học Ủy ban Thường vụ Quốc hội.
Ông là đại biểu Quốc hội Việt Nam khóa 12, khóa 13 thuộc đoàn đại biểu thành phố Hà Nội chuyên trách trung ương. Ông trúng cử với tỷ lệ phiếu là 58,70 phần trăm.

## Phát biểu
- Ý kiến về dự án sửa đổi Bộ luật tố tụng hình sự, tại hội nghị đại biểu Quốc hội hoạt động chuyên trách sáng ngày 26 tháng 8 năm 2015: "Điều 31 Hiến pháp quy định người bị buộc tội được coi là không có tội cho đến khi bản án kết tội của Tòa án đã có hiệu lực pháp luật. Trong quá trình xét xử, thấy bản án không đủ chứng cứ cũng phải kết luận không có tội. Vậy trong giai đoạn điều tra, thấy không đủ chứng cứ cũng phải trả tự do cho người ta, còn trong giai đoạn truy tố thấy không đủ chứng cứ buộc tội thì cũng phải kết luận người ta vô tội".[7]